# Rote Raben Vilsbiburg
Rote Raben Vilsbiburg (svenska: Röda korpar Vilsbiburg) är en tysk volleybollklubb i sydtyska staden Vilsbiburg. I dag spelar damlaget i den högsta tyska volleybollserien (Volleyball-Bundesliga). 

## Historia
1971 grundades volleybollavdelningen vid den dåvarande idrottsföreningen TSV Vilsbiburg. Damlaget i volleyboll gick upp i den högsta tyska volleybollserien första gången 1981. 1987 blev volleybollavdelningen en självständig förening. Under 1990-talet upplevde föreningen en stor sportligt kris och damlaget spelade i mindre volleybollserier och därför strukturerades om föreningen. Sedan 1998 kallades den "Rote Raben Vilsbiburg" och sedan 2001 spelar damlaget återigen i den högsta tyska volleybollserien (Volleyball-Bundesliga) och blev tyska mästare två gånger.

## Statistik
Under början av 2000-talet har Rote Raben Vilsbiburg vunnit följande tävlingar:

### Damer
Tyska mästare (2): 2008 och 2010
Cupvinnare (2): 2009 och 2014